# Barranqueiro-camurça
Limpa-folhas-de-garganta-clara ou barranqueiro-camurça (Automolus ochrolaemus) é uma espécie de ave da família Furnariidae.
Pode ser encontrada nos seguintes países: Belize, Bolívia, Brasil, Colômbia, Costa Rica, Equador, Guiana Francesa, Guatemala, Guiana, Honduras, México, Nicarágua, Panamá, Peru, Suriname e Venezuela.
Os seus habitats naturais são: florestas subtropicais ou tropicais húmidas de baixa altitude e pântanos subtropicais ou tropicais.